# Hands (canción de Jewel)
Hands es una canción escrita por Jewel  y producida por Atlantic Records, incluida en su segundo álbum de estudio Spirit. Fue lanzada como el  primer sencillo del álbum en noviembre de 1998 en Estados Unidos. A pesar de no haber sido lanzado oficialmente como sencillo en los Estados Unidos, alcanzó el puesto 6 en el Hot 100. Además, fue número 1 en el "VH1 Top 20 Video Countdown".

## Video musical
El video fue dirigido por Nick Brand. Fue número 1 en el "VH1 Top 20 Video Countdown".